# Kościół św. Jadwigi Śląskiej w Karnkowie
Kościół świętej Jadwigi Ślaskiej w Karnkowie – rzymskokatolicki kościół parafialny należący do parafii pod tym samym wezwaniem (dekanat lipnowski diecezji włocławskiej).
Świątynia została wzniesiona około 1584 roku przez biskupa włocławskiego Stanisława Karnkowskiego (1520–1603), na miejscu wcześniejszej drewnianej, wymienionej w kronikach w 1506 roku. Jest to budowla barokowa, która obecną formę uzyskała dzięki przebudowie i rozbudowie, która została wykonana w 1761 roku. Kościół był wielokrotnie remontowany w latach: 1859, 1929, 1962 i 1966–1967 oraz 1992.
Obecny kościół zaplanowany jest na planie nierównego krzyża łacińskiego, który tworzą: prezbiterium, nawa, dwie kaplice boczne, wieża oraz zakrystia z bocznym aneksem. Świątynia jest orientowana (czyli usytuowana jest na osi wschód - zachód) z małym odchyleniem prezbiterium w stronę południową. Do świątyni wchodzi się przez trzy wejścia. Główny portal jest umieszczony w fasadzie zachodniej. Boczne  znajdują się w kaplicy północnej oraz w aneksie zakrystii. Budowla jest murowana, wybudowana z cegły i otynkowana (obecne otynkowanie zostało wykonane w 1992 roku). Jest ozdobiona czterema barokowymi szczytami (umieszczone są na frontowych ścianach kaplic oraz na zakończeniu nawy i prezbiterium). Od strony zachodniej do bryły świątyni przylega murowana, czworokątna wieża, w górnej części drewniana o konstrukcji słupowej z umieszczonym dachem hełmowym z latarnią. Budowla nakryta jest dachami siodłowymi, pokrytymi blachą. Zakrystię nakrywa dach pulpitowy. Do początku lat 80. XX wieku świątynia była pokryta dachówką (karpiówka). Maksymalna wysokość budowli to około 25 metrów. Wnętrze kościoła nakrywają sklepienia z 1761 lub 1859 roku. W nawie są to kolebkowo-krzyżowe, oparte na gurtach, w prezbiterium – kolebkowe z lunetami, natomiast w kaplicach kolebkowo-krzyżowe. Pod południową kaplicą znajdują się krypty grobowe Karnkowskich.